# Маленце
Маленце (словен. Malence) — поселення в общині Костанєвиця-на-Кркі, Споднєпосавський регіон, Словенія. Висота над рівнем моря: 151,7 м.